# Tendzin
Tendzin (auch: Tendsin; Tenzin; tib.: bstan 'dzin, THDL: Tenzin, Transkription der VRCh: Dainzin; buddhistischer Lehrer, Verteidiger der Lehre) ist ein häufig verwendeter Bestandteil tibetischer Namen.
Folgende Personen tragen diesen Namen:
- Tendzin Pema Gyeltshen (1770–1826), buddhistischer Geistlicher
- Tendzin Gyatsho (1901–1973), Neffe des 13. Dalai Lama
- Thrijang Rinpoche Lobsang Yeshe Tendzin Gyatsho (1901–1981), ehemaliger Tutor des 14. Dalai Lama
- Ling Rinpoche Thubten Lungtog Tendzin Thrinle (1903–1983), ehemaliger Tutor des 14. Dalai Lama
- Tendzin Chödrag (1922–2001), ehemaliger Leibarzt des 14. Dalai Lama
- Tenzin Namdak (1926–2025), Autor und Professor für Bön-Religion
- Tendzin Gyatsho (Dalai Lama) (* 1935), 14. Dalai Lama
- Tenzin Tsundue (* 1975), Schriftsteller und Freiheitsaktivist für Tibet
- Tendzin Wanggyel (* 1961), Autor und Meister der Bön-Tradition
- Tendzin Gyatsho (Demo Hutuktu) (1901–1973), Neffe des 13. Dalai Lama
- Deumar Tendzin Phüntshog (1673–1743), Pharmakologe
- Lobsang Tendzin (* 1939), tibetanischer Politiker, Premierminister (Kalön Thripa) der tibetischen Exilregierung im indischen Dharmshala
- Karma Tenzin (* 1972), bhutanischer Bogenschütze
- Sangay Tenzin (* 2003), bhutanischer Schwimmer

Siehe auch:
- Tenzing